# Stefano il Normanno
Stefano il Normanno (Roma – XII secolo) è stato un politico pontificio.

## Biografia
Fu il primo componente noto della famiglia romana dei Normanni.
È ricordato perché fu attivo nelle vicende di Roma e del papato nella prima metà del XII secolo. Fu uno dei sostenitori dell'antipapa Silvestro IV. Nel 1118 prese le difese di papa Gelasio II che, lasciando Roma alla volta della Francia, lo nominò princeps et clipeus omnium pariter curialium, protector ac vexillifer della Chiesa e gli affidò la custodia della città.

## Discendenza
Ebbe due figli, Stefano e Alberto.